# Jukio Endó
Jukio Endó (japonsky 遠藤 幸雄, Endó Jukio; 18. ledna 1937 – 25. března 2009) byl japonský gymnasta, několikanásobný olympijský vítěz a mistr světa. Byl součástí prvního japonského týmu, který vyhrál zlaté olympijské medaile ve víceboji družstev na letních olympijských hrách (1960) a mistrovství světa (1962). V roce 1964 vybojoval první japonskou zlatou olympijskou medaili ve víceboji jednotlivců. Na Letních olympijských hrách roku 1968 byl vlajkonošem japonské reprezentace.

## Osobní život
Narodil se do lékárnické rodiny. Když mu bylo 9 let, jeho matka zemřela na tuberkulózu. Studoval na Střední technické škole v Akitě a poté na Cukubské univerzitě, kterou absolvoval v roce 1959. Později pracoval jako pomocný cvičitel tělesné výchovy na Univerzitě Nihon.
S aktivní kariérou skončil po olympijských hrách v roce 1968 a stal se trenérem gymnastiky a později profesorem na Univerzitě Nihon. Vedl japonský národní tým na LOH 1972, působil jako předseda Japonského olympijského výboru a dvakrát byl jmenován místopředsedou Japonské gymnastické asociace. Roku 1996 obdržel Císařskou medaili a o tři roky později byl uveden do Mezinárodní gymnastické síně slávy. Zemřel na rakovinu jícnu.